# Wilhelm Büchting
Wilhelm Büchting (* 27. Juni 1864 in Nordhausen; † 10. Juli 1923 in Eilenburg) war ein deutscher evangelischer Theologe und Regionalgeschichtsautor.

## Leben
Er war der Sohn eines Verlagsbuchhändlers. Auf Grund einer Erkrankung erhielt Büchting anfänglich Privatunterricht; später besuchte er das Gymnasium in seiner Heimatstadt. Mit 11 Jahren wurde er Vollwaise. Dennoch war es ihm möglich ein Studium der Theologie, Philosophie und Historie in Halle sowie zeitweise Berlin zu absolvieren. 1890 bestand er das 1. theologische Examen in Halle und 1892 das 2. Examen in Magdeburg. Zu jenem Zeitpunkt arbeitete er nebenher schon als Hilfsprediger in Ermsleben. 1892 erfolgte sein Antritt als Vikar in Eilenburg, wo er schon im Folgejahr die Stelle eines Diakons einnehmen konnte. Das ermöglichte es Büchting, im gleichen Jahr Paula Becker aus Nordhausen zu ehelichen. Im Jahr 1895 konnte er die Position des 2. Geistlichen an der Eilenburger Kirche St. Nikolai übernehmen; 1903 übernahm er sodann die 1. Pfarrstelle an der Kirche St. Marien in Eilenburg. Das veranlasste ihn im gleichen Jahr mit einem Thema über Martin Rinckart zum Dr. phil. zu promovieren. 1906 erfolgte die Wahl von Büchting zum Oberpfarrer von St. Nikolai und im Folgejahr zum Superintendenten der Ephorie Eilenburg. Daneben widmete er sich 1904 bis 1912 der Tätigkeit als Kreisschulinspektor.  
Büchting verfasste mehrere Bücher zur Regionalgeschichte. Daneben veröffentlichte er kleinere Beiträge ethnographisch-geschichtlichen Inhaltes in den Eilenburger Neuesten Nachrichten und dem evangelischen Gemeindeblatt Heimatkirche. Büchting war der Gründer des Eilenburger Altertumsmuseum, welches noch heute als Stadtmuseum existiert. Außerdem gehörte er dem Gustav-Adolf-Verein an. Für seine Verdienste erhielt er den preußischen Adler-Orden (4. Klasse) verliehen.         

## Werke
- Martin Rinckart – Ein Lebensbild des Dichters von „Nun danket alle Gott …“ (1903)
- Wie Eilenburg evangelisch wurde (1917)
- Geschichte der Stadt Eilenburg und ihrer Umgebung (zusammen mit Paul Platen, 1923)